# Josefa Idem
Josefa Idem (Goch, 23 september 1964) is een West-Duitse/Italiaans kanovaarster.
Idem won tijdens de Olympische Zomerspelen 1984 een bronzen medaille in de K2 500m samen met Barbara Schüttpelz. In 1996 won ze een bronzen medaille in de K1 500m, op de Spelen van 2000 werd ze olympisch kampioen in die categorie. Op de Spelen van 2004 en die van 2008 werd ze tweemaal tweede in de K1 500m.
Idem werd vijf keer wereldkampioen, werd negen keer tweede en acht keer derde. Daarnaast werd ze acht keer Europees kampioen, vier keer tweede en drie keer derde. Ze nam ook deel aan de Middellandse Zeespelen waar ze drie keer goud won en een keer brons.
Na haar sportieve carrière werd ze in 2013 verkozen in het Parlement van Italië voor de Democratische Partij. Ze kreeg in het Kabinet-Letta de ministerpost van Sport toegewezen.

## Belangrijkste resultaten

### Olympische Zomerspelen
| Editie | Plaats      | Resultaten            |
| ------ | ----------- | --------------------- |
| 1984   | Los Angeles | K2 500m 5e K4 500m    |
| 1988   | Seoel       | 9e K1 500m 5e K4 500m |
| 1992   | Barcelona   | 4e K1 500m            |
| 1996   | Atlanta     | K1 500m               |
| 2000   | Sydney      | K1 500m               |
| 2004   | Athene      | K1 500m               |
| 2008   | Peking      | K1 500m               |
| 2012   | Londen      | 5e K1 500m            |

### Wereldkampioenschappen vlakwater
| Jaar | Plaats      | Resultaten                   |
| ---- | ----------- | ---------------------------- |
| 1989 | Plovdiv     | K1 500m · K1 5000m           |
| 1990 | Poznań      | K1 500m · K1 5000m           |
| 1991 | Parijs      | K1 5000m · K1 500m           |
| 1994 | Mexico-Stad | K1 500m                      |
| 1997 | Dartmouth   | K1 200m · K1 500m · K1 1000m |
| 1998 | Szeged      | K1 1000m · K1 200m · K1 500m |
| 1999 | Milaan      | K1 200m · K1 500m · K1 1000m |
| 2001 | Poznań      | K1 500m · K1 1000m           |
| 2002 | Sevilla     | K1 500m · K1 1000m           |
| 2006 | Szeged      | K1 500m                      |
| 2009 | Dartmouth   | K1 500m                      |

### Europese kampioenschappen kanosprint
| Jaar | Plaats  | Resultaten                             |
| ---- | ------- | -------------------------------------- |
| 1997 | Plovdiv | K1 200m · K1 500m · K1 1000m · K2 500m |
| 1999 | Zagreb  | K1 200m · K1 500m · K1 1000m           |
| 2000 | Poznań  | K1 1000m · K1 200m                     |
| 2001 | Milaan  | K1 1000m · K1 500m                     |
| 2002 | Szeged  | K1 500 · K1 1000m                      |
| 2006 | Račice  | K1 1000m                               |
| 2008 | Milaan  | K1 500m                                |

### Middellandse Zeespelen
| Jaar | Plaats  | Resultaten         |
| ---- | ------- | ------------------ |
| 1997 | Bari    | K1 500m · K2 500m  |
| 2009 | Pescara | K1 1000m · K1 500m |

1948: Karen Hoff ·
1952: Sylvi Saimo ·
1956: Jelizaveta Dementjeva ·
1960: Antonina Seredina ·
1964: Ljoedmila Pinajeva-Chvedosjoek ·
1968: Ljoedmila Pinajeva-Chvedosjoek ·
1972: Joelia Rjabtsjinskaja ·
1976: Carola Zirzow ·
1980: Birgit Fischer ·
1984: Agneta Andersson ·
1988: Vanja Gesjeva ·
1992: Birgit Schmidt-Fischer ·
1996: Rita Kőbán ·
2000: Josefa Idem-Guerrini ·
2004: Natasa Janics ·
2008: Inna Osipenko-Radomska ·
2012: Danuta Kozák ·
2016: Danuta Kozák ·
2020: Lisa Carrington ·
2024: Lisa Carrington
- International Standard Name Identifier: 0000 0004 2337 8030
- Library of Congress Control Number: no2013129170
- Virtual International Authority File: 305857120
- WorldCat: E39PBJpj9QcMrHrbKVhQfYWFKd